# Dražice (hrad)
Dražice jsou zřícenina hradu ve stejnojmenné vesnici, která je administrativně částí města Benátky nad Jizerou v okrese Mladá Boleslav ve Středočeském kraji. Hrad stojí na terase nad pravým břehem řeky Jizery v nadmořské výšce 220 metrů a je chráněný jako kulturní památka ČR.

## Historie

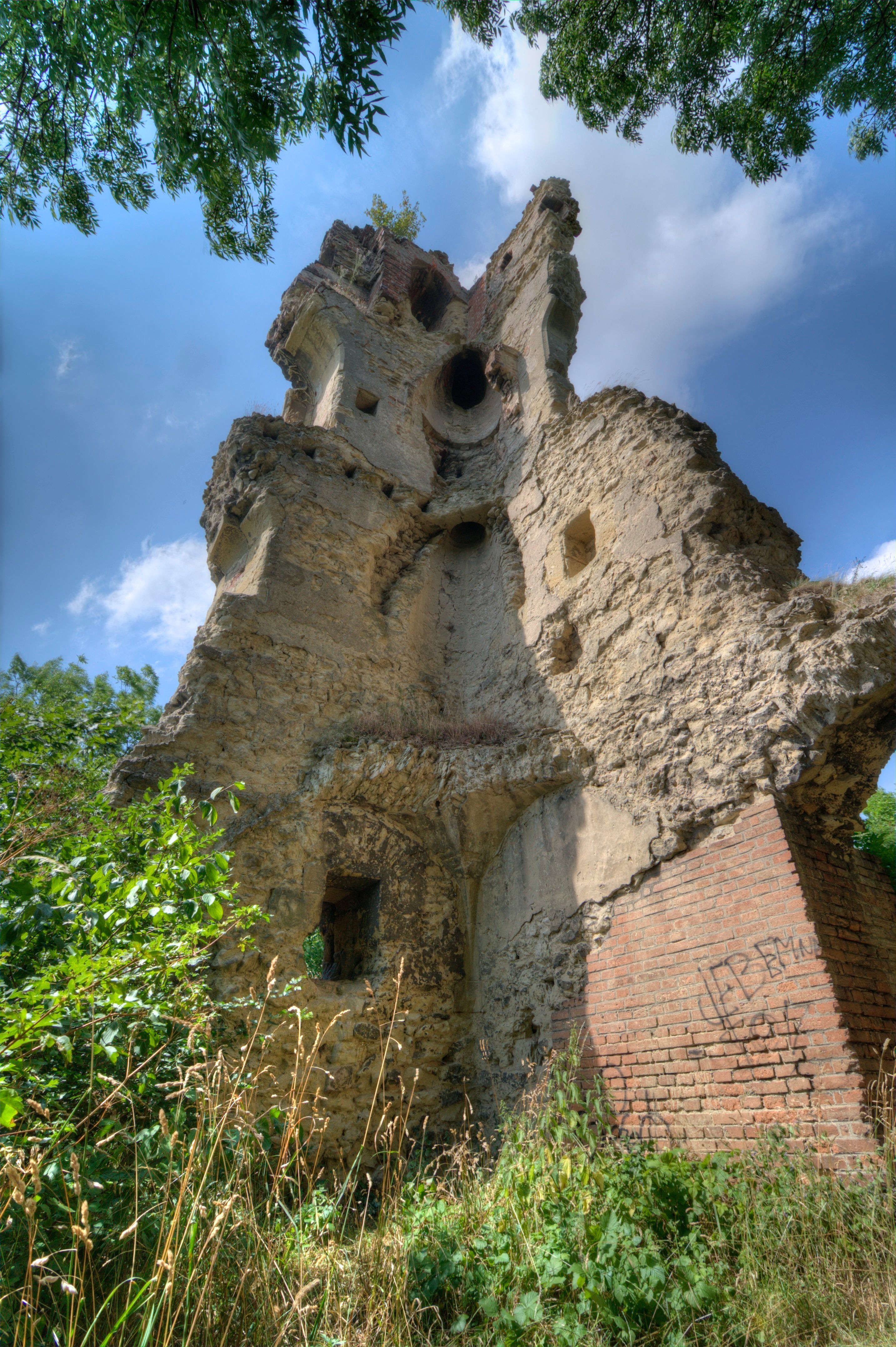
Interiér paláce s krbovými komíny a otiskem roubené komory ve třetím patře

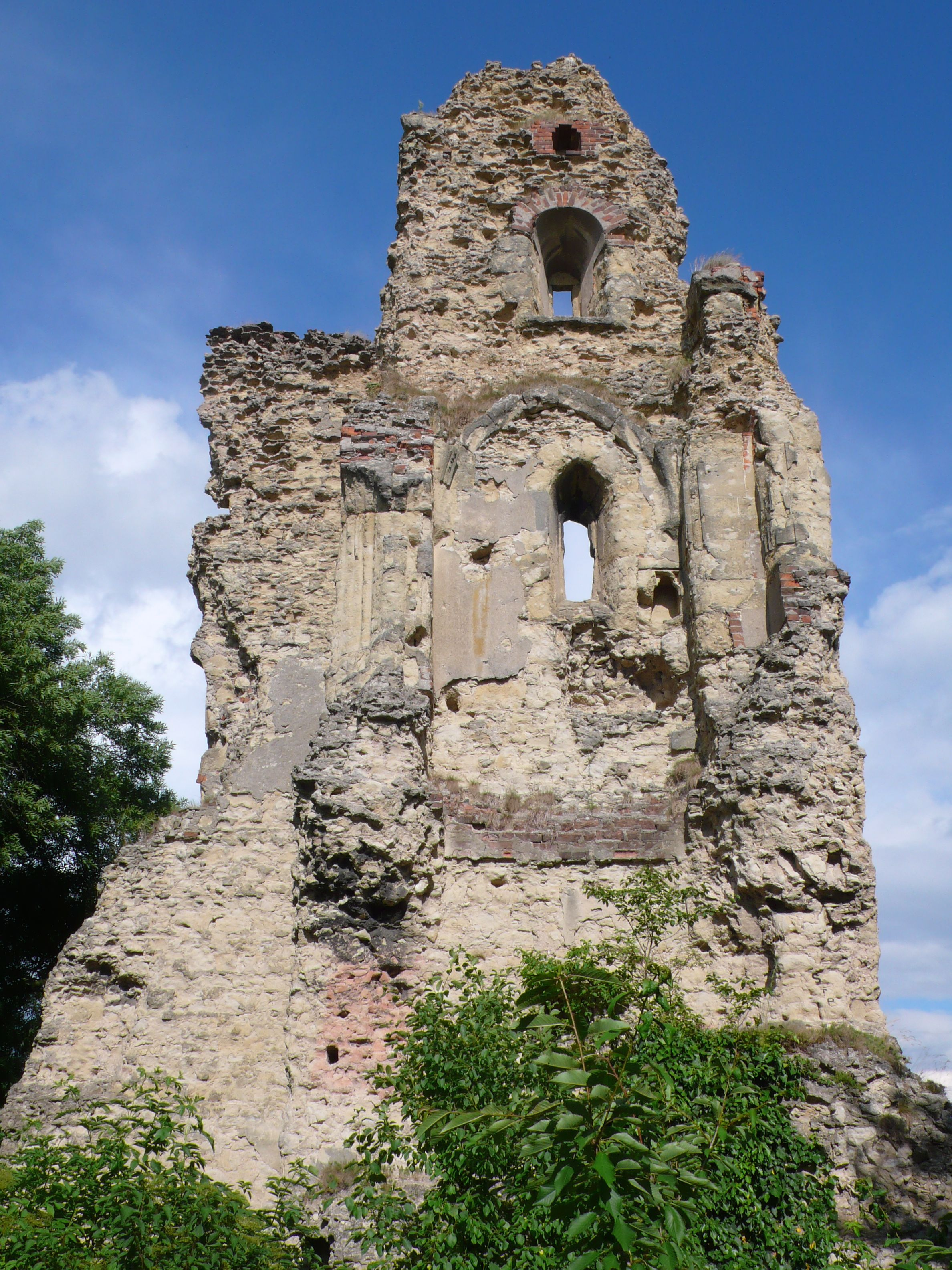
Torzo věže s kaplí

První písemná zmínka o hradu pochází z roku 1264 a jeho stavitelem byl zřejmě purkrabí Pražského hradu Řehoř (Řehník) z Litovic. Jeho syn, pražský biskup Jan IV. z Dražic, nechal hrad v letech 1333 až 1334 výrazně přestavět. Přestavbu řídila stavební huť mistra Viléma. Dalším majitelem se stal Janův bratr Řehoř a později také synovec Jan z Dražic, který založil nedaleké město Nové Benátky, dnes Benátky nad Jizerou. Roku 1400 se Dražice uvádějí v držení rodu Vartenberků a o dva roky později je získal Aleš Škopek z Dubé. Během husitských válek byl hrad v roce 1424 vypálen katolickým vojskem, ale byl obnoven. Znovu dobyt a vypálen byl zřejmě roku 1448 vojskem krále Jiřího z Poděbrad. V té době ho vlastnil rod pánů z Kunvaldu, kteří jej prodali Hynku Bořitovi z Martinic a ten v roce 1512 Bedřichovi z Donína. Donínové si však v roce 1526 postavili pohodlnější zámek v Benátkách. Hrad byl potom zřejmě opuštěn, ale jako pustý se uvádí až roku 1599.

## Stavební podoba
Hrad stál na malé nevýrazné ostrožně na říční terase nad Jizerou. Podobu předhradí neznáme, protože v jeho místech vznikl mladší hospodářský dvůr. Jádro obepínal široký příkop a s výjimkou čelní strany také val. Chránila ho hradba, za kterou stál bergfrit doložený archeologickým průzkumem. Za věží byl dvoutraktový palác. Další budova stála u hradby v čele hádra. Během přestavby Jana IV. z Dražic byla zvýšena hradba a zesílena parkánem. Ze starého paláce zůstalo pouze přízemí, nad kterým vznikla tři obytná patra doplněná záchodovou věží a věží s kaplí. Obytné prostory paláce byly plochostropé a vytápěné krby. Ve zbytcích zdiva se dochovaly otisky roubené komory a kvalitní kamenické články. V severovýchodním rohu jádra vznikl menší palác.
Dle zápisu v Památkovém katalogu Národního památkového ústavu ze 17. listopadu 2013 je chátrající a rozpadající se torzo hradu charakterizováno jako památka ve 4. stupni ohrožení, přičemž vzhledem k technologickým problémům je její záchrana považována za obtížně realizovatelnou.

## Přístup
Zřícenina stojí na okraji vesnice v zatáčce silnice a je volně přístupná. Na hrad vede odbočka z červeně značené turistické trasy, která vede podél Jizery. Pod hradem také začíná modře značená trasa do Milovic. Nejbližší spojení vlakem je do zastávky Zdětín u Chotětova na železniční trati Praha–Turnov, od níž je hrad vzdálený zhruba 4,5 km.